# Energia alternatywna

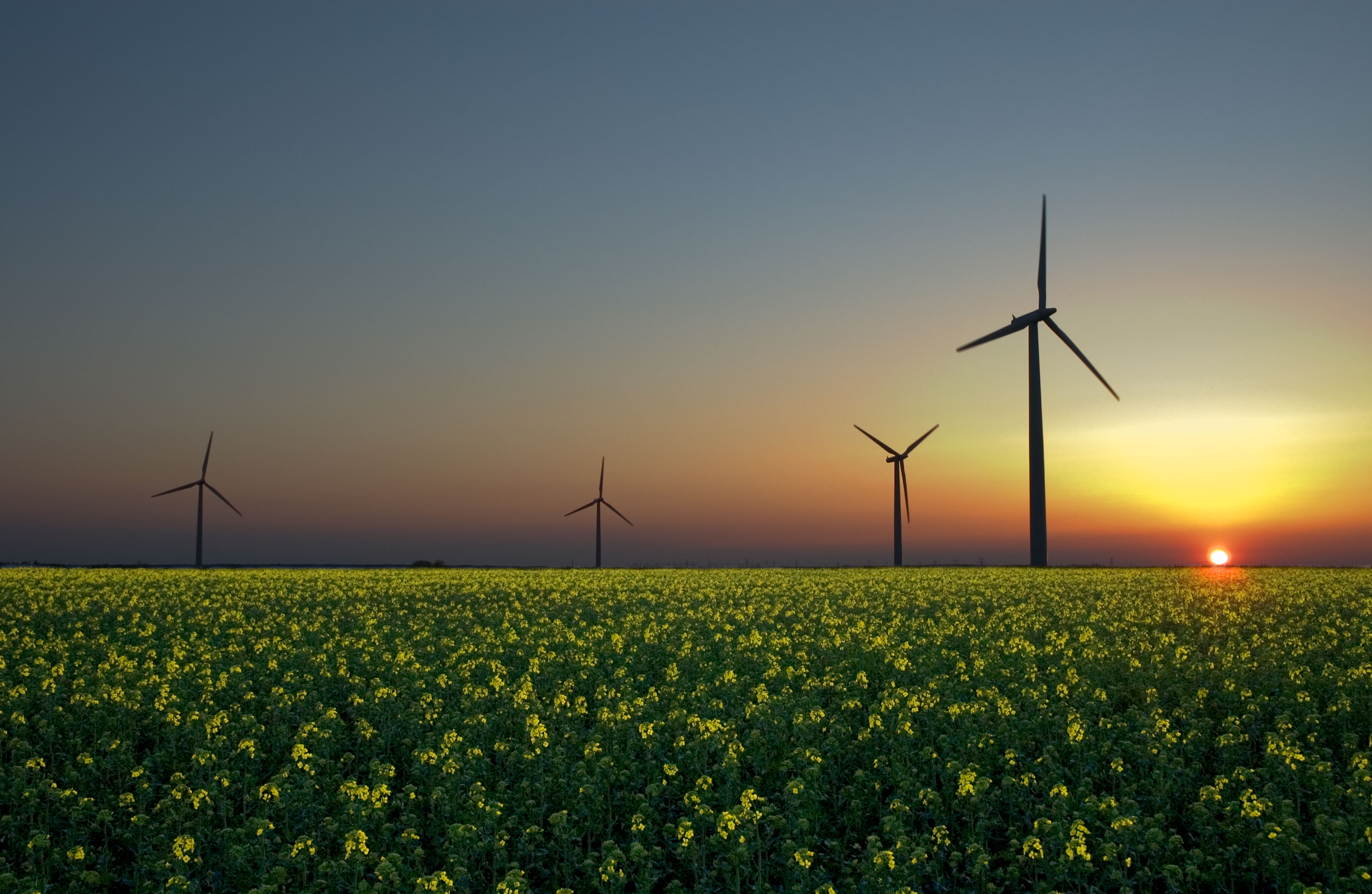
Turbiny wiatrowe w Niemczech jako źródła energii alternatywnej

Energia alternatywna – energia pozyskiwana metodami innymi niż podstawowe sposoby uzyskiwania energii, czyli spalanie paliw kopalnych lub rozszczepienie jąder atomów.
W kategorii energia alternatywna mieści się: kategoria energii odnawialnej opartej na odnawialnych źródłach energii, jak również energia z nowych, dotychczas niewykorzystywanych źródeł energii takich jak np. hydrat metanu.
Technologie, które dzisiaj są akceptowalne, takie jak pompy ciepła czy ogniwa paliwowe, zanim stały się takimi, musiały uzyskać odpowiedni do zaakceptowania koszt przetwarzania energii. Podobny proces obniżania kosztów ma teraz miejsce z samochodami na wodór, samochodami na sprzężone powietrze, a w przyszłości może objąć też syntezę termojądrową z zimną fuzją włącznie.